# Próba przechyłów
Próba przechyłów – badanie przeprowadzane po zbudowaniu jednostki pływającej lub remoncie związanym ze zmianą albo przemieszczeniem stałych ciężarów na niej. Ma ono na celu wyznaczenie środka ciężkości metodą doświadczalną. Polega na przemieszczaniu określonych ciężarów z burty na burtę w celu wywołania znanych co do wielkości momentów wymuszających. W czasie trwania próby mierzy się kąty uzyskanego przechyłu w celu wyliczenia współrzędnych środka ciężkości oraz wysokości metacentrycznej, a także koryguje się wyliczone teoretycznie krzywe ramion momentu prostującego.